# Lagoa Rasa (quilombo)
Lagoa Rasa é uma comunidade quilombola localizada na cidade de Catolé do Rocha, no estado da Paraíba, no Brasil, onde sua principal fonte de renda é a agricultura de subsistência, como, milho e feijão e da confecção do artesanato de varandas de rede de dormir.
O território gerido pela Associação Comunitária Quilombola de Lagoa Rasa foi certificado como remanescente de quilombo (reminiscências históricas de antigos quilombos) em 2006, pela Fundação Cultural Palmares. Esta comunidade ainda não teve publicado Relatório Técnico de Identificação e Delimitação (etapa da regularização fundiária).

## Tombamento
O tombamento de quilombos é previsto pela Constituição Brasileira de 1988, bastando a certificação pela Fundação Cultural Palmares:

Art. 216. Constituem patrimônio cultural brasileiro os bens de natureza material e imaterial, tomados individualmente ou em conjunto, portadores de referência à identidade, à ação, à memória dos diferentes grupos formadores da sociedade brasileira [...]

§ 5º Ficam tombados todos os documentos e os sítios detentores de reminiscências históricas dos antigos quilombos.

## Situação territorial
A falta do título da terra (regularização fundiária) cria para a comunidade uma dificuldade de desenvolver a agricultura, além dos conflitos com fazendeiros e grileiros da região. A reivindicação dos territórios étnicos também permite o acesso a algumas políticas públicas importantes.

Povos Tradicionais ou Comunidades Tradicionais são grupos que possuem uma cultura diferenciada da cultura predominante local, que mantêm um modo de vida intimamente ligado ao meio ambiente natural em que vivem. Através de formas próprias: de organização social, do uso do território e dos recursos naturais (com relação de subsistência), sua reprodução sócio-cultural-religiosa utiliza conhecimentos transmitidos oralmente e na prática cotidiana.